# Knutatjärnen
Knutatjärnen är en sjö i Ovanåkers kommun i Hälsingland och ingår i Testeboåns huvudavrinningsområde. Sjön har en area på 0,113 kvadratkilometer och ligger 386,1 meter över havet.

## Delavrinningsområde
Knutatjärnen ingår i det delavrinningsområde (678492-151107) som SMHI kallar för Utloppet av Grannäsen. Medelhöjden är 398 meter över havet och ytan är 18,15 kvadratkilometer. Räknas de 2 avrinningsområdena uppströms in blir den ackumulerade arean 23,79 kvadratkilometer. Avrinningsområdets utflöde Testeboån (Grannäsån) mynnar i havet. Avrinningsområdet består mestadels av skog (64 procent) och sankmarker (13 procent). Avrinningsområdet har 3,38 kvadratkilometer vattenytor vilket ger det en sjöprocent på 18,6 procent.